# Meterizi
Meterizi är ett samhälle i Montenegro. Det ligger i den södra delen av landet. Meterizi ligger 317 meter över havet och antalet invånare är 106.
Terrängen runt Meterizi är kuperad. Närmaste större samhälle är Podgorica, 18,4 km öster om Meterizi. Omgivningarna runt Meterizi är en mosaik av jordbruksmark och naturlig växtlighet.